# ユナイテッド航空機チェスタートン爆破事件
ユナイテッド航空機チェスタートン爆破事件 (ユナイテッドこうくうきチェスタートンばくはじけん、United Airlines Chesterton Crash) とは、アメリカ合衆国の民間航空史上最初に発生した航空テロ事件である。また世界的にも最初に破壊工作によって墜落したと実証された事件でもある。

## 事件の概要
ユナイテッド航空のボーイング247型双発旅客機（登録記号：NC13304）は、1933年10月10日に大陸横断便として運航されていた。ニュージャージー州ニューアークを起点に最終目的地はカリフォルニア州オークランドであった。途中経由地であるクリーブランドを離陸しシカゴに向かっていたが、インディアナ州チェスタートン郊外を飛行中の現地時間の午後9時15分ごろ墜落した。目撃者の証言では爆音とともに高度 1,000 フィート（およそ 300 メートル）で飛行機が炎上し、地面に激突してさらなる爆発が続いたという。
墜落した機に搭乗していた乗員3名、乗客4名の全員が犠牲になった。犠牲者のうちの一人、女性客室乗務員アリス・スクリブナー（Alice Scribner）は、飛行機事故で死亡した初めてのユナイテッド航空の女性客室乗務員となった。

## 事件後の調査
現地ポーター郡の検死官事務所とノースウェスタン大学などが収集した墜落した機体の証拠物件の分析から、連邦政府は当機が破壊工作によって墜落したと断定した。
その分析によると、ニューアークで機のコンパートメントに積まれた茶色のバッグの中に、時限発火装置が付いたニトログリセリンと思われる爆発物が隠されており、これによって機の後部胴体が分断、燃料タンクが押しつぶされて炎上し、墜落に至ったと結論づけられた。
なお、捜査当局は破壊工作が行われたと断定はしたものの、犯人を特定することは出来ず、誰一人としてこの事件で起訴されなかった。